# Steert (Schleppnetz)

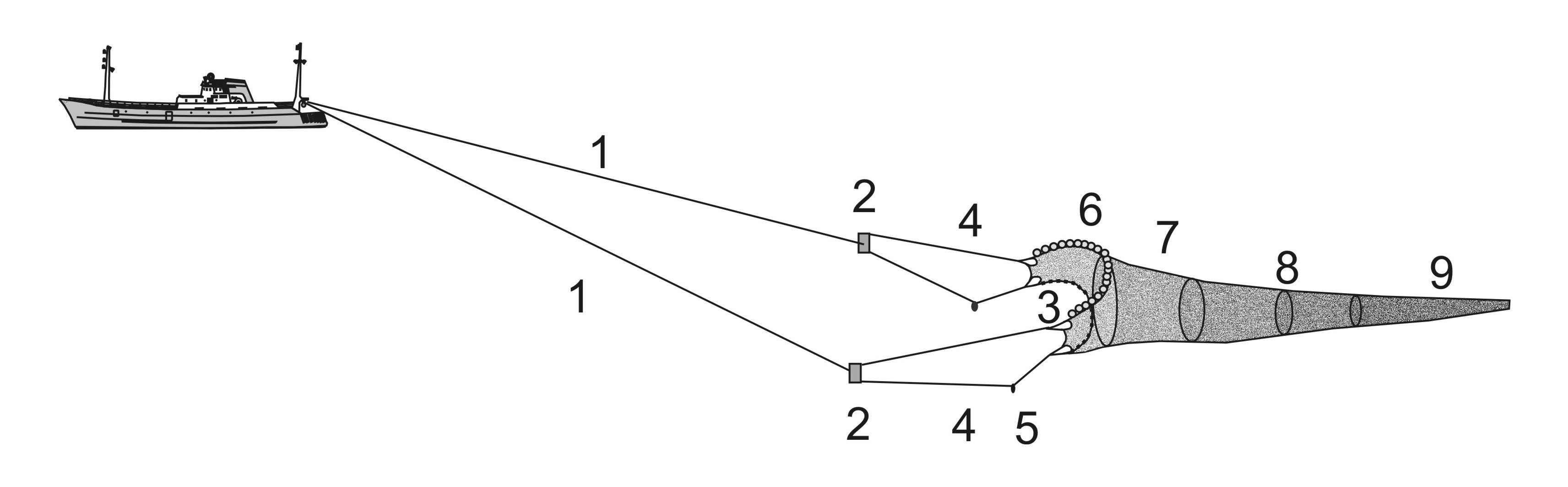
Pelagisches Schleppnetz
1: Kurrleinen 2: Scherbretter (sie entfallen bei Gespannfischerei mit zwei Schiffen) 3. Grundleine (Ketten) 4. Jager 5. Gewichte 6: Kopftau mit Auftriebskugeln 7. Vornetz 8. Tunnel und Bauch (Belly) 9. Steert

Der Steert, niederdeutsch für Schweif oder Schwanz, bezeichnet in der Küsten- und Hochseefischerei das Ende eines Schleppnetzes. Im Englischen wird dieses Teil des Netzes „Cod End“ genannt.

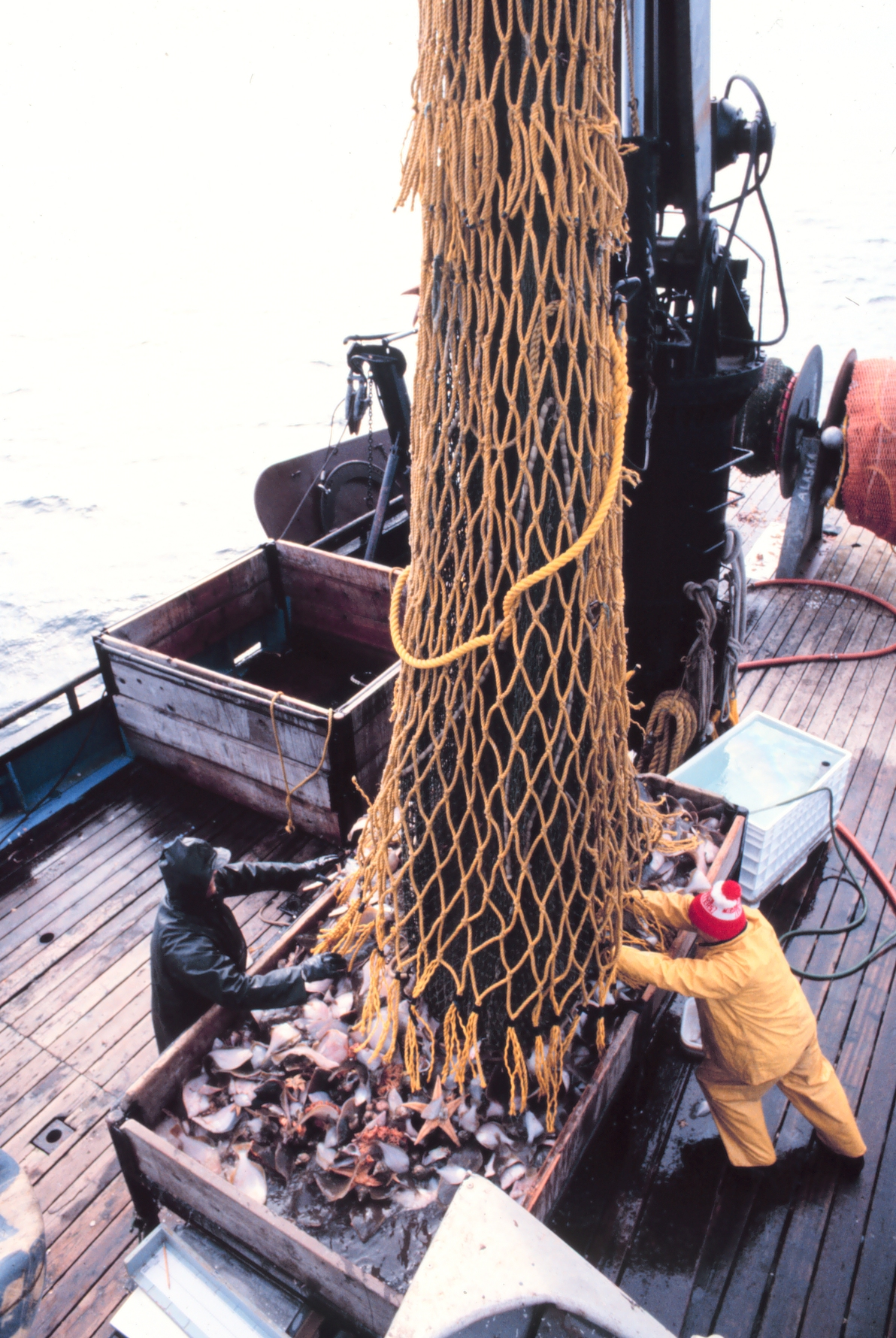
Der an Deck geholte Steert wird geöffnet und entleert

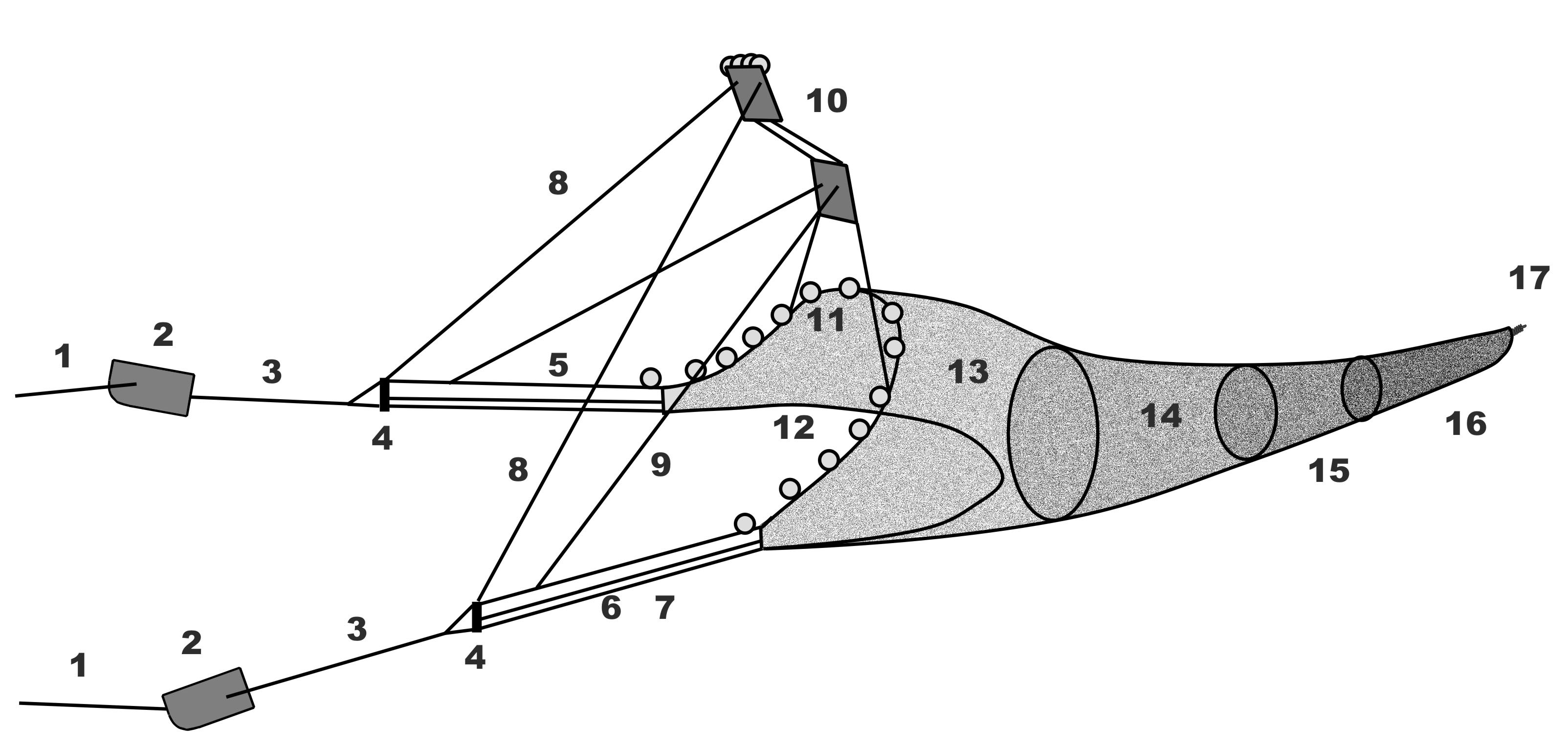
Herings-Grundschleppnetz
1: Kurrleinen 2: Scherbretter 3: Jager 4: Knüppel mit Knüppelhahnepots 5: Headlinestander 6: Laschenstander (Mitte) 7: Grundtaustander 8: Lange Antenne 9: Kurze Antenne 10: 1. und 2. Höhenscherbrett 11: Headline mit Auftriebskugeln 12: Grundtau, mit Ketten beschwert 13: Square 14: Bauch (Belly) 15: Hundertmaschenstück und Tunnel 16: Steert 17: Codleine

Die von Trawlern benutzten Schleppnetze, sowohl die pelagischen Schwimmschleppnetze als auch die wesentlich kleineren Grundschleppnetze, sind trichterförmig und laufen am Ende in einem schlauchartigen, an seinem Ende oft noch einmal kugelartig ausgeweiteten Fangsack aus, dem sogenannten Steert, in dem die ins Netz geratenen Fische gesammelt werden. Nachdem am Ende einer Trawlfahrt der Steert an Bord gehieft worden ist, kann er an seinem Ende mittels der sogenannten „Codleine“ geöffnet werden, um den Fang auf das Deck zu leeren. Bei großen Fängen wird der Steert mehrmals aus dem „Tunnel“, dem davorliegenden Netzabschnitt, gefüllt, abgeschnürt und an Deck gebracht und entleert.